# Anomala yunnana
Anomala yunnana är en skalbaggsart som beskrevs av Leon Fairmaire 1886. Anomala yunnana ingår i släktet Anomala och familjen Rutelidae. Inga underarter finns listade i Catalogue of Life.